# Réflectivité

Réflectance de l'aluminium (Al), l'argent (Ag) et l'or (Au) en incidence normale en fonction de la longueur d'onde

La réflectivité est la proportion d'énergie électromagnétique réfléchie à la surface d'un matériau ayant une épaisseur telle que ce facteur de réflexion ne change pas en augmentant son épaisseur. La réflectivité d'une surface peut varier en fonction de la longueur des ondes qui la frappent. Cette grandeur s'exprime généralement en décibel ou pourcentage. 
Ce concept est très utilisé en physique, chimie, télécommunications et en radar pour mesurer le signal retourné par des objets se trouvant sur le trajet des ondes. Elle est un cas particulier de la réflectance (qui sert surtout à étudier le rapport entre lumière incidente et réfléchie).

## Définition
Lors de la réflexion d'une onde sur un matériau plus ou moins réfléchissant une partie de l'onde est retournée vers l'émetteur et une partie continue. Le coefficient de réflexion est le rapport des amplitudes (A) entre l'onde réfléchie et l'onde incidente : 
{\displaystyle R_{c}=A_{r}/A_{i}}
Selon les coefficients de Fresnel. Cette valeur peut être un nombre complexe. 
La réflectivité (Réf) est l'énergie réfléchie par rapport à l'énergie incidente. Comme l'énergie est proportionnelle au carré de l'amplitude des ondes, elle se trouve à être le rapport suivant :  
{\displaystyle R{\acute {e}}f={\frac {|A_{r}|^{2}}{|A_{i}|^{2}}}=R_{c}^{2}}
La réflectivité est donc le coefficient de réflexion au carré, toujours positive et un nombre réel.

## Types
La réflexion peut être subdivisée en réflexion diffuse (Loi de Beer-Lambert) et réflexion spéculaire ou miroitante. La réflectance efficace pour une surface idéale de Lambert est indépendante de l'angle de vision de l'observateur (loi de Rayleigh). La réflectance spéculaire est quant à elle très dépendante de l'angle de vision étant maximale dans la direction du faisceau incident et à son opposée (théorie de Mie). La plupart des objets ont un mélange de ces deux types de réflexion.

### Réflectivité radar
Pour un radar, la réflectivité mesure l'efficacité avec laquelle une cible intercepte et renvoie l'énergie radioélectrique. Elle dépend de la taille, de la forme, du coefficient d'aspect et des propriétés diélectriques de la surface de la cible. Elle comprend non seulement les effets de réflexion mais aussi ceux de diffusion et de diffraction.
Cibles ponctuelles

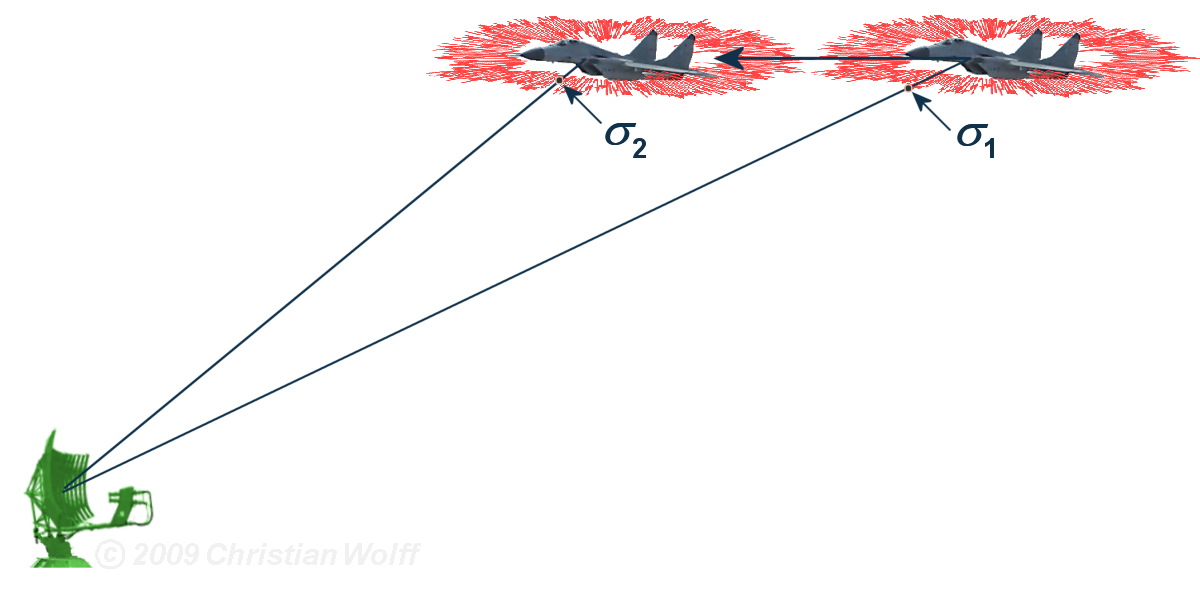
Fluctuation de σ due au mouvement de la cible qui montre une section efficace de réflexion différente. Le tout cause une variation de l’énergie retournée.

Elle est définie par la surface équivalente radar σ  ayant une permittivité, ou constante diélectrique, non nulle. Dans le cas d'un radar de surveillance aérienne ou maritime, les cibles étant ponctuelles, σ peut s'exprimer comme :
{\displaystyle \sigma ={\frac {4\pi r^{2}S_{r}}{S_{t}}}}
où 	
- σ : capacité de la cible de rétrodiffuser vers le radar, en [m²]
- r = rayon de la sphère équivalente à la vue en coupe de la cible et réémettant dans toutes les directions [m]
- St : densité surfacique de puissance rétrodiffusée par la cible, en [W/m²]
- Sr :  densité surfacique de puissance reçue par la cible à la distance r, en [W/m²]

Certaines cibles ont des valeurs de σ élevées à cause de leur diamètre et de leur orientation. Elles rétrodiffusent donc une grande portion de l’énergie incidente. D'autres ont des valeurs très faibles à cause du matériau qui les composent où de leur point de vue par le radar (vue de face, vue latérale, etc.).
Le réflectivité est donc la surface équivalente radar multipliée par les caractéristiques de construction de la cible.
Cibles volumétriques
Dans le cas d'un radar météorologique, le faisceau rencontre un grand nombre de cibles pouvant être de différentes sortes (gouttes de pluie, flocons de neige, grêle, grésil, etc.) et à différentes distances. La réflectivité est la somme de la valeur de σ de chacune d'entre elles. Selon la loi de Rayleigh, σ varie comme la 6e puissance du diamètre d’une sphère de diamètre D de chaque hydrométéore pour donner une réflectivité totale (appelée Z) de : 
{\displaystyle Z=\int _{0}^{Dmax}N_{0}e^{-\Lambda D}D^{6}dD}
Sachant que D, dans le cas d'un flocon de neige, est le diamètre de la gouttelette équivalente provenant de la fonte.
Ce Z est en {\displaystyle mm^{6}m^{-3}}, ce qui donne des unités plutôt inhabituelles. De plus, cette formule ne tient pas compte de la nature de la cible. Pour obtenir la réflectivité équivalente (Ze) que voit le radar, il faut normaliser sur la distance et multiplier par le carré de la constante diélectrique (K) de la cible pour tenir compte de son efficacité à réfléchir :
{\displaystyle Z_{e}=|K|^{2}\left({\frac {Z}{Z_{0}}}\right)=\left({\frac {|K|^{2}}{Z_{0}}}\right)\left(\int _{0}^{Dmax}N_{0}e^{-\Lambda D}D^{6}dD\right)}
- {\displaystyle Z_{0}=1mm^{6}m^{-3}} soit le retour équivalent d'un volume rempli de gouttelettes avec {\displaystyle D=1mm}
- {\displaystyle |K|^{2}=0,93} pour l'eau et {\displaystyle 0,24} pour la neige

Boucle des réflectivités représentant les précipitations lors de la tempête tropicale Hermine

Comme ce qui est noté au sol est une quantité de précipitations, il est possible de trouver la relation entre la réflectivité et ce qui est mesuré. Le taux de précipitations (R) en mm/h est égal au nombre de particules, leur volume et leur vitesse de chute (v[D]) : 
{\displaystyle R=\int _{0}^{Dmax}N_{0}e^{-\Lambda D}(\pi D^{3}/6)v(D)dD}
Ze et R ont une formulation similaire et en résolvant les équations on arrive à une relation, dite Z-R, du type :
{\displaystyle \,Z_{e}=aR^{b}} {\displaystyle \qquad {\begin{cases}\end{cases}}}Où a et b dépendent du type de précipitations (pluie,neige, convective ou stratiforme) qui ont des {\displaystyle \Lambda }, K, N0 et v différents.
La plus connue de cette famille est la relation Z-R de Marshall-Palmer qui donne a = 200 et b = 1,6 pour une pluie stratiforme continue. Elle est encore l'une des plus utilisées car elle est valide pour de la pluie synoptique dans les latitudes moyennes, un cas très fréquent. D'autres relations ont été trouvées pour des situations de neige, de pluie sous orage, pluie tropicale, etc.

### Réflectivité des rayons X

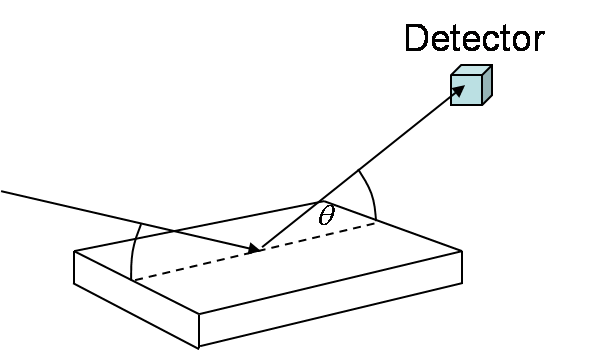
Diagramme de réflexion spéculaire des rayons X

Les rayons X sont aussi réfléchis par certains matériaux et le phénomène est utilisé en interférométrie pour analyser la structure de couches minces et de dépôts à couches multiples en chimie et physique. Il s'agit d'une technique complémentaire à l’ellipsométrie. L'idée est de mesurer la réflexion spéculaire de rayons X sur une surface et de voir toute déviation par rapport aux coefficients de Fresnel. Elle a été développée par le Professeur Lyman G. Parratt de l'université Cornell aux États-Unis et publiée dans un article de Physical Review en 1954. Lorsque la surface n'est pas parfaitement lisse mais a plutôt une densité d'électrons donnée par {\displaystyle \rho _{e}(z)}, alors la réflectivité peut être approximée par :
{\displaystyle R(Q)/R_{F}(Q)=\left|{\frac {1}{\rho _{\infty }}}{\int \limits _{-\infty }^{\infty }{e^{iQz}\left({\frac {d\rho _{e}}{dz}}\right)dz}}\right|^{2}}
Où 
- {\displaystyle R(Q)/R_{F}(Q)} est la réflectivité
- {\displaystyle Q=4\pi \sin(\theta )/\lambda }
- {\displaystyle \lambda }  est la longueur d'onde du rayon X
- {\displaystyle \rho _{\infty }} la profondeur de densité électronique dans le matériau
- {\displaystyle \theta } est l'angle d'incidence.

Pour de multiples couches, la réflectivité peut montrer des oscillations avec en modifiant la longueur d'onde utilisée comme dans un interféromètre de Fabry-Perot qui peuvent être utilisées pour mesurer l'épaisseur des couches et leurs propriétés. 